# Wetter (Ruhr)
Wetter (Ruhr) ist eine mittlere kreisangehörige Stadt mit 26.090 Einwohnern (Stand 31. Dezember 2024) im südöstlichen Ruhrgebiet in Nordrhein-Westfalen. Wetter gehört zum Ennepe-Ruhr-Kreis und wird als kreisangehörige Stadt durch den Kreis beim Regionalverband Ruhr (RVR) und beim Landschaftsverband Westfalen-Lippe (LWL) vertreten. Die Stadt besteht aus verschiedenen Stadtteilen: Alt-Wetter, Volmarstein, Wengern, Esborn und Grundschöttel.

## Geographie

### Geografische Lage
Die geographische Lage Wetters (Innenstadt) ist 7° 23' östliche Länge und 51° 23' nördliche Breite. Das Stadtgebiet umfasst eine Fläche von 31,47 km². Die größte Nord-Süd-Ausdehnung beträgt rund 4,8 km und die größte West-Ost-Ausdehnung 7,7 km.
Die Höhendifferenz innerhalb des Stadtgebiets beträgt etwa 186 Meter. Den tiefsten Punkt des Stadtgebiets bildet mit rund 80 m ü. NN Höhe (mittlerer Wasserstand) die Ruhr in Wengern an der Stadtgrenze zu Witten. Der mit 266 m ü. NN höchste Punkt befindet sich Am Südhang in Grundschöttel an der Stadtgrenze zu Gevelsberg (Silschede).
Kulturlandschaftlich zählt die Stadt zum Niederbergisch-Märkischen Land, einem Wirtschaftsraum zwischen Ruhrgebiet, Rheinschiene, Bergischem Land und Sauerland, der u. a. durch den früheren oberflächennahen Abbau von Steinkohle und die proto- und frühindustrielle Metallverarbeitung gekennzeichnet ist.

### Naturraum

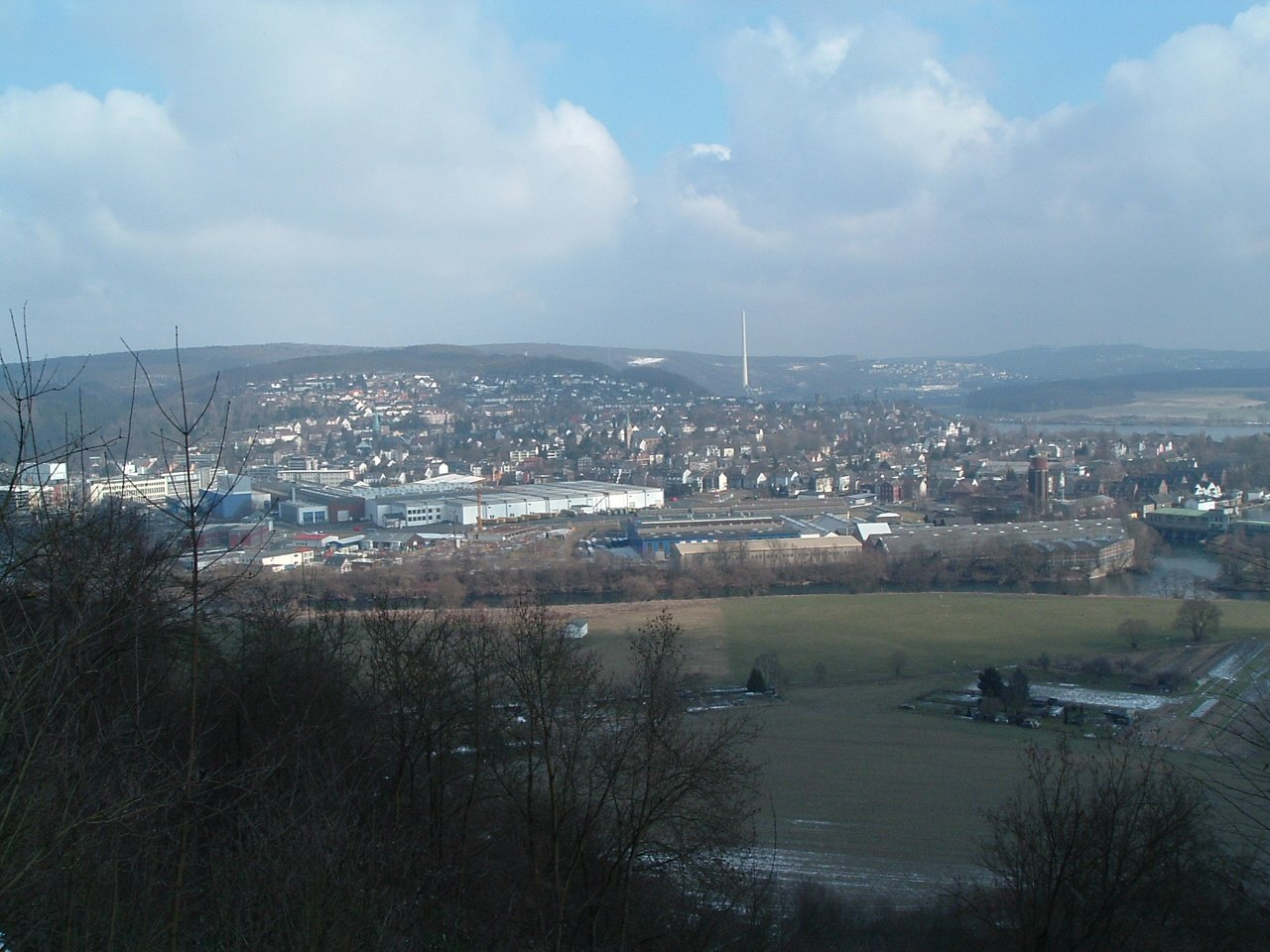
Blick von der Burgruine Volmarstein über das Ruhrtal auf den Stadtteil Alt-Wetter

Wetter liegt an der Ruhr, die im Osten des Stadtgebiets zum Harkortsee aufgestaut ist.
Naturräumlich gehört das Stadtgebiet zum Süderbergland innerhalb des Rechtsrheinischen Schiefergebirges. Dabei zählt fast das gesamte Gebiet zum Niederbergisch-Märkischen Hügelland, das hier wiederum in mehrere Untereinheiten gegliedert wird. Wetter hat Anteile am Ardeygebirge mit den Südardeywänden, an der Ardeypforte und am Bergisch-Märkischen Hügelland mit dem Märkischen Schichtrippenland und dem Haßlinghauser Rücken. Ein geringer Teil des Stadtgebiets (Teile von Alt-Wetter, Harkortsee) gehört hingegen zum Bergisch-Sauerländischen Unterland (Untereinheiten Märkisch-Sauerländisches Unterland, Hagener Tälerkessel, Hagener Ruhrtal).

### Stadtgliederung
In ihrem heutigen Umfang besteht die Stadt erst seit 1970. Damals wurden die bis dahin selbstständigen und südlich der Ruhr liegenden Gemeinden Esborn, Volmarstein und Wengern in die fast vollständig nördlich der Ruhr liegende Stadt Wetter eingemeindet. Dadurch wurde das Stadtgebiet von unter 4 km² auf über 31 km² vergrößert.
Die Katasterfläche der Stadt umfasst fünf Gemarkungen mit insgesamt 46 Fluren (Stand 2012). Die heutigen Gemarkungsgrenzen entsprechen weitgehend – abgesehen von einigen kleinräumigen Anpassungen – den bis 1969 gültigen Gebietsgrenzen der ehemaligen Stadt Wetter und der drei alten Gemeinden. Grundschöttel wurde bereits 1939 nach Volmarstein eingemeindet.
Verwaltungstechnisch ist die Stadt Wetter (Ruhr) seit 1970 in vier Stadtteile gegliedert, zu denen jeweils mehrere Ortslagen gehören, d. h. unterschiedliche Siedlungsbereiche wie Stadtviertel, Weiler oder Einzellagen.
| Gemarkungen in Wetter (Ruhr) | Gem.-Nr. | Gemarkung     | Fläche   | Historie                                       | Stadtteil   | zugehörige Ortslagen                                          |
| ---------------------------- | -------- | ------------- | -------- | ---------------------------------------------- | ----------- | ------------------------------------------------------------- |
| Gemarkungen in Wetter (Ruhr) | 1334     | Wetter        | 3,56 km² | bis 1969 Stadt Wetter (bzw. Wetter a. d. Ruhr) | Alt-Wetter  | u. a. Dorf Wetter, Freiheit Wetter, Schöntal                  |
| Gemarkungen in Wetter (Ruhr) | 1346     | Esborn        | 9,97 km² | bis 1969 Gemeinde Esborn                       | Esborn      | u. a. Albringhausen, Sackern, Voßhöfen                        |
| Gemarkungen in Wetter (Ruhr) | 1347     | Grundschöttel | 7,99 km² | bis 1939 Gemeinde Grundschöttel                | Volmarstein | u. a. Loh, Schmandbruch, z. T. Tinsberg                       |
| Gemarkungen in Wetter (Ruhr) | 1349     | Volmarstein   | 3,07 km² | bis 1969 Gemeinde Volmarstein                  | Volmarstein | u. a. Am Vorberg, In der Bach, z. T. Tinsberg und Oberwengern |
| Gemarkungen in Wetter (Ruhr) | 1350     | Wengern       | 6,89 km² | bis 1969 Gemeinde Wengern                      | Wengern     | u. a. Osterfeld, Trienendorf, Sandberg, z. T. Oberwengern     |

### Klima
Das Klima in Wetter ist klassifiziert als Cfb (Ozeanklima).
|                        | Jan  | Feb  | Mär  | Apr  | Mai  | Jun  | Jul  | Aug  | Sep  | Okt  | Nov | Dez  |   |       |
| Mittl. Temperatur (°C) | 3    | 3    | 6    | 10   | 13   | 16   | 19   | 18   | 15   | 11   | 7   | 4    | ⌀ | 10,5  |
| Mittl. Tagesmax. (°C)  | 5    | 5    | 10   | 15   | 18   | 21   | 24   | 23   | 19   | 14   | 10  | 6    | ⌀ | 14,2  |
| Mittl. Tagesmin. (°C)  | 0    | 1    | 2    | 6    | 9    | 12   | 14   | 14   | 11   | 8    | 5   | 2    | ⌀ | 7     |
|                        |      |      |      |      |      |      |      |      |      |      |     |      |   |       |
| Niederschlag (mm)      | 53,8 | 39,3 | 44,5 | 30,5 | 51,2 | 48,2 | 86,6 | 75,1 | 40,4 | 35,6 | 43  | 59,1 | Σ | 607,3 |

| 0 |

| 1 |

| 2 |

| 6 |

| 9 |

| 12 |

| 14 |

| 14 |

| 11 |

| 8 |

| 5 |

| 2 |

| 0 |

| 1 |

| 2 |

| 6 |

| 9 |

| 12 |

| 14 |

| 14 |

| 11 |

| 8 |

| 5 |

| 2 |

| N i e d e r s c h l a g | 53,8 | 39,3 | 44,5 | 30,5 | 51,2 | 48,2 | 86,6 | 75,1 | 40,4 | 35,6 | 43  | 59,1 |
|                         | Jan  | Feb  | Mär  | Apr  | Mai  | Jun  | Jul  | Aug  | Sep  | Okt  | Nov | Dez  |

### Nachbarstädte
Direkt angrenzende Kommunen sind im Osten die kreisfreie Stadt Hagen sowie – weiter im Uhrzeigersinn – Gevelsberg, Sprockhövel, Witten und Herdecke als Nachbarstädte im Ennepe-Ruhr-Kreis.
Die umliegenden Großstädte – Bochum, Dortmund, Hagen und Wuppertal – sind innerhalb von 20 bis 30 Minuten mit der Bahn oder dem Auto zu erreichen.

## Geschichte

### Mittelalter

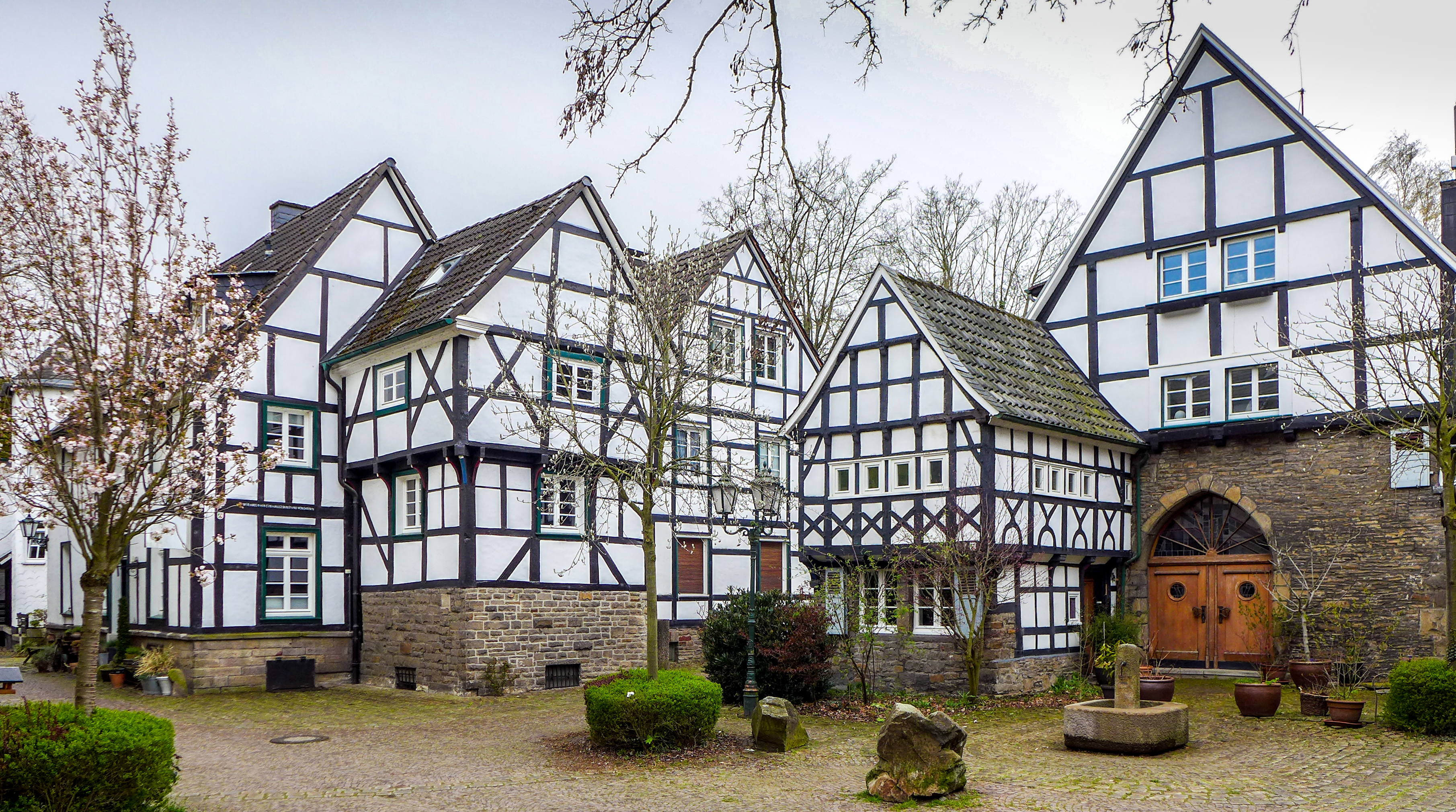
Fachwerkhäuser in Freiheit

Auf dem Stadtgebiet von Wetter liegen die heutigen Stadtteile Wengern und Volmarstein. Diese werden bereits im 11. Jahrhundert erstmals erwähnt. Die Kirche von Wengern wurde um 1080 vom Kölner Erzbischof Sigewin von Are zur Pfarrkirche erhoben. In einem Schatzbuch der Grafschaft Mark von 1486 sind 22 Einzelhöfe in Wengern aufgeführt.
Wetter war, neben Altena, Hamm und Hörde, eine der vier Kreisstädte der Grafschaft Mark. Zwischen 1250 und 1274 wurde dann von den Grafen von der Mark die Burg Wetter wohl hauptsächlich als märkischer Vorposten gegen die kurkölnische Burg Volmarstein errichtet. Mit der Einführung der märkischen Amtsverfassung kam auch zum Beginn des 14. Jahrhunderts ein Amtmann der Grafen von der Mark, der in der Regel dem regionalen Adel angehörte, nach Wetter. Freiheit und Dorf (ursprünglich Kerckwetter genannt), die eine Verwaltungseinheit bildeten, erhielten 1355 das Freiheitsprivileg.

### Neuzeit

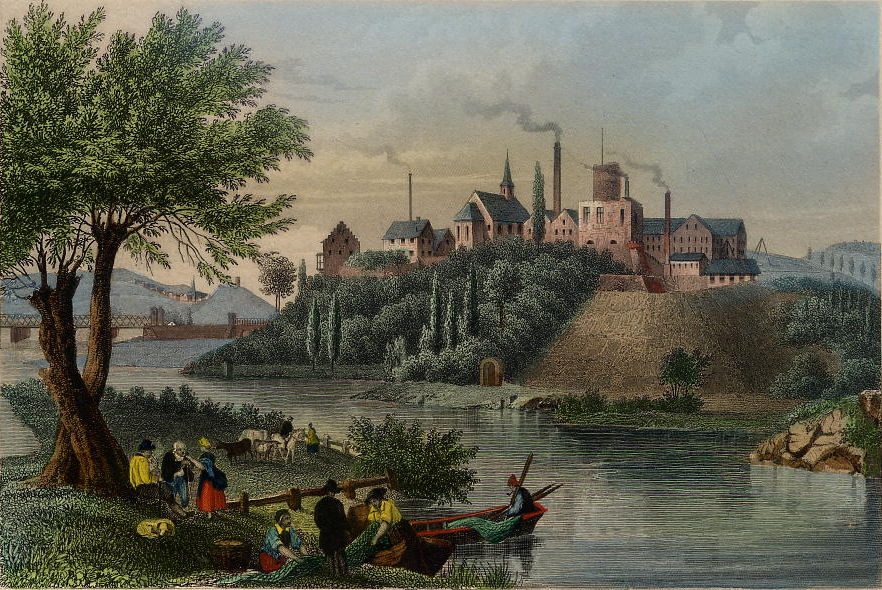
Wetter an der Ruhr, Stahlstich nach einer um 1840 entstandenen Zeichnung von Carl Schlickum

Wegen ihrer engen Verbindung zum Leben und Wirken von Friedrich Harkort (1793–1880) und weiteren Mitgliedern der Familie Harkort wird Wetter auch als Harkortstadt bezeichnet. Dies manifestiert sich in der Benennung u. a. des Harkortsees, des Harkortbergs und des Harkortturms.
Während der Ruhrbesetzung 1923 war das heutige Stadtgebiet von Wetter geteilt: Nördlich der Ruhr (heute Alt-Wetter) waren britische und französische Besatzer anwesend, wohingegen der südliche Teil (Volmarstein und Wengern) frei war. So war zum Beispiel die Overwegbrücke, die Oberwengern und Alt-Wetter verbindet, ein Grenz- und Kontrollpunkt, und zur jeweils anderen Ruhrseite mussten auf dem Weg zur Arbeit oder zur Schule lange Pendelzeiten eingeplant werden.
Im Jahr 1943 wurde der Sitz der Gauleitung des NSDAP-Gaues Westfalen-Süd von Bochum, das damals durch Bombenangriffe bereits stark zerstört war, nach Wetter auf den Harkortberg verlegt. Hier residierte der Gauleiter Albert Hoffmann. Er war unter anderem dafür verantwortlich, dass noch in den letzten Kriegstagen die Brücken über der Ruhr gesprengt wurden. Noch heute zeigen Bunker auf dem Berg Überreste der Befehlsstelle, jedoch sind sie nicht begehbar. Während des Zweiten Weltkriegs kamen in der kleinen Industriestadt zahlreiche Kriegsgefangene, unter ihnen Zwangsarbeiterinnen und Zwangsarbeiter, zu Tode. Nach Jahren der Verzögerung erinnert seit Juli 2025 ein auf Initiative von Thea Struchtemeier zurückgehendes und durch gemeinsamen Ratsbeschluss entstandenes neues Denkmal (Dezember 2019) an zehn im April 1945 umgekommene Zwangsarbeitende und Kriegsgefangene. Diese verstarben in Wetter (Ruhr) aufgrund der unmenschlichen Lebens- und Arbeitsbedingungen in den Lagern, wurden ermordet oder kamen bei Schusswechseln in den letzten Kriegstagen ums Leben und sind in einem Sammelgrab auf dem alten Friedhof an der Bornstraße, jetzt Park, bestattet. Die Diplom-Sozialwissenschaftlerin und Journalistin deckte auch die Tötung von Wetteraner Bürgern und Euthanasieopfern während der Nazizeit auf und erinnerte an das grausame Schicksal von Elisabeth Kappestein.
Mit der kommunalen Gebietsreform (Gesetz zur Neugliederung des Ennepe-Ruhr-Kreises) wurde der Ennepe-Ruhr-Kreis am 1. Januar 1970 neu gegliedert, und die südlich der Ruhr gelegenen, ehemals selbständigen Gemeinden Esborn, Volmarstein und Wengern bilden seitdem mit der ehemaligen Stadt Wetter (Wetter/Ruhr bzw. Wetter a. d. Ruhr) die neue Stadt Wetter (Ruhr). Seitdem gehören auch kleine Teile der ehemaligen Gemeinden Berge und Silschede zu Wetter.
Seit 2009 kämpfen Bürgerinitiativen um den Erhalt des Grünzugs Stork.

#### Bevölkerungsentwicklung

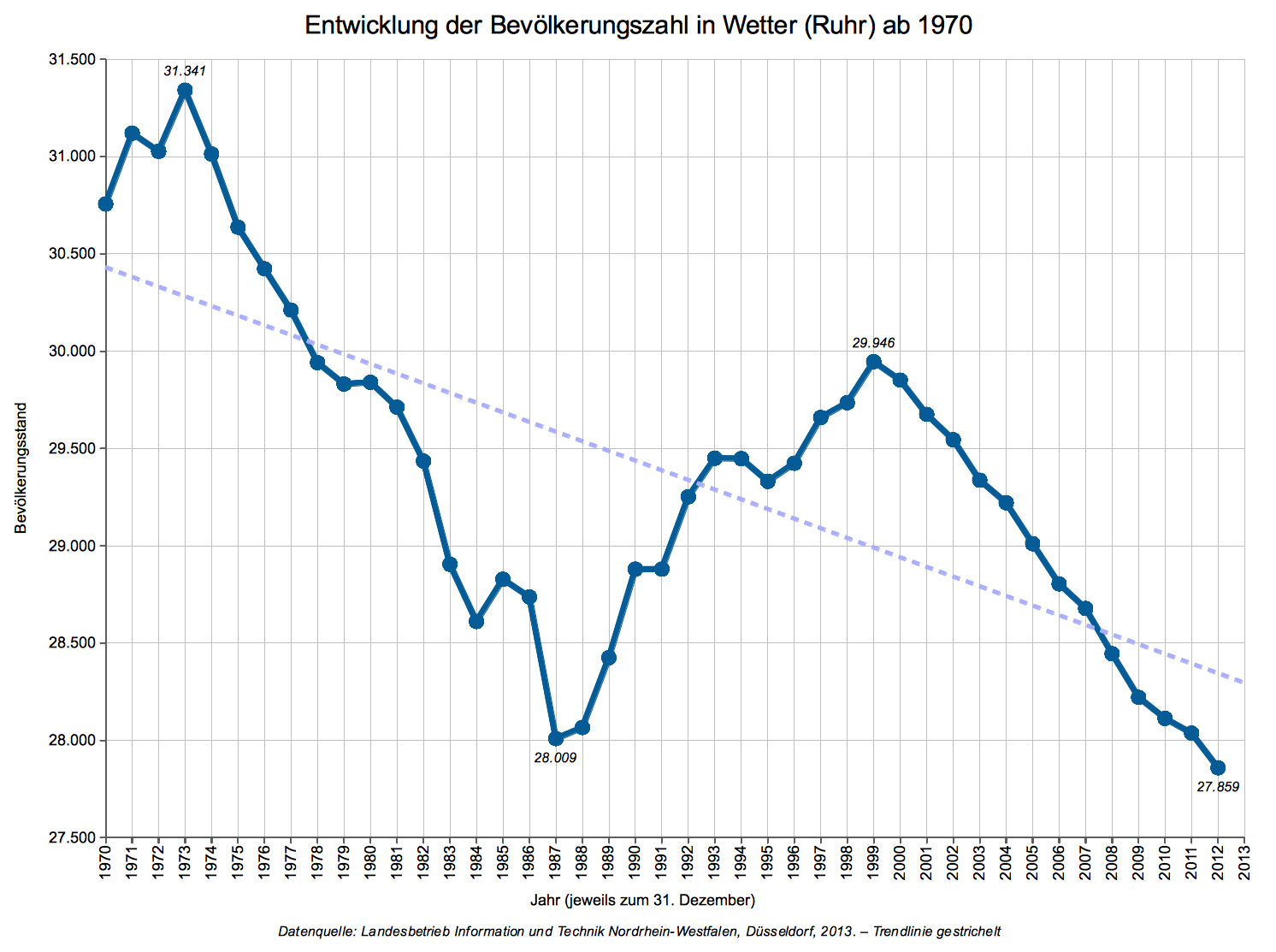
Bevölkerungsentwicklung seit 1970 (noch ohne Korrektur entsprechend dem Zensus 2011)

Daten zur stadtweiten Bevölkerungsentwicklung sind nur für die Zeit von der letzten Gebietsreform 1970 (Eingemeindung von Esborn, Volmarstein und Wengern) bis heute direkt vergleichbar. Zahlen bis 1969 beziehen sich auf die früheren Gemeinden, deren ehemalige Zuschnitte zwar größtenteils, aber nicht exakt mit den heutigen Stadtteilen übereinstimmen.
In Wetter lebten 2013 rund 27.700 Menschen. Im Jahr 1973 war mit rund 31.300 Personen die höchste Bevölkerungszahl zu verzeichnen. Seit 1999 nimmt die Einwohnerzahl v. a. auf Grund des demografischen Wandels kontinuierlich ab. Durch den Zensus 2011 wurde die Bevölkerungszahl außerdem etwas nach unten korrigiert.
Mit Abstand einwohnerreichster Stadtteil ist Volmarstein mit 12.694 Personen, gefolgt von Alt-Wetter mit 8229, Wengern mit 6534 und Esborn mit 1740 Menschen (Stand 2. Januar 2009).

## Verwaltung und Politik

### Stadtverwaltung
Hauptsitz der Stadtverwaltung ist das Rathaus Wetter im Stadtteil Alt-Wetter. Das Gebäude wurde Anfang des 20. Jahrhunderts errichtet und steht seit 1984 unter Denkmalschutz. In ihm befinden sich u. a. das Bürgermeisterbüro und der historische Ratssaal, der bis heute für manche Sitzungen genutzt wird. Weitere Gebäude mit Nebenstellen der Stadtverwaltung befinden sich ebenfalls in Alt-Wetter:
- Fachbereich Jugend, Soziales und öffentliche Ordnung – Kaiserstr. 70
- Fachbereich Bauwesen – Kaiserstr. 70
- Bürgerbüro – Bahnhofstr. 10
- Stadtbücherei – Bahnhofst. 19 (im ehem. Bahnhofsgebäude)

Als kommunales Unternehmen besteht außerdem der Stadtbetrieb Wetter (Ruhr), der u. a. für Abfall, Abwasser, Grünflächenpflege, Straßenreinigung und Winterdienst zuständig ist. Er war zuerst eine eigenbetriebsähnliche Einrichtung und ist seit 2001 eine Anstalt des öffentlichen Rechts der Stadt Wetter (Ruhr).

### Rat der Stadt
Im Rat der Stadt Wetter hatte die SPD bis zur Kommunalwahl 1999 eine absolute Mehrheit. Seit 1999 werden Entscheidungen im Rat von wechselnden Mehrheiten getroffen. Bei der Kommunalwahl im Mai 2014 sank die Wahlbeteiligung in Wetter erstmals unter 50 Prozent.
| Kommunalwahlergebnisse und Sitzverteilungen im Rat der Stadt ab 1970 | Kommunalwahlergebnisse und Sitzverteilungen im Rat der Stadt ab 1970 | Kommunalwahlergebnisse und Sitzverteilungen im Rat der Stadt ab 1970 | Kommunalwahlergebnisse und Sitzverteilungen im Rat der Stadt ab 1970 | Kommunalwahlergebnisse und Sitzverteilungen im Rat der Stadt ab 1970 | Kommunalwahlergebnisse und Sitzverteilungen im Rat der Stadt ab 1970 | Kommunalwahlergebnisse und Sitzverteilungen im Rat der Stadt ab 1970 | Kommunalwahlergebnisse und Sitzverteilungen im Rat der Stadt ab 1970 | Kommunalwahlergebnisse und Sitzverteilungen im Rat der Stadt ab 1970 | Kommunalwahlergebnisse und Sitzverteilungen im Rat der Stadt ab 1970 | Kommunalwahlergebnisse und Sitzverteilungen im Rat der Stadt ab 1970 | Kommunalwahlergebnisse und Sitzverteilungen im Rat der Stadt ab 1970 |
| Parteien und Wählergruppen                                           | gewählte Vertreter (Sitze)                                           | gewählte Vertreter (Sitze)                                           | gewählte Vertreter (Sitze)                                           | gewählte Vertreter (Sitze)                                           | gewählte Vertreter (Sitze)                                           | gewählte Vertreter (Sitze)                                           | gewählte Vertreter (Sitze)                                           | gewählte Vertreter (Sitze)                                           | gewählte Vertreter (Sitze)                                           | gewählte Vertreter (Sitze)                                           | gewählte Vertreter (Sitze)                                           |
| Parteien und Wählergruppen                                           | 1970                                                                 | 1975                                                                 | 1979                                                                 | 1984                                                                 | 1989                                                                 | 1994                                                                 | 1999                                                                 | 2004                                                                 | 2009                                                                 | 2014                                                                 | 2020                                                                 |
| -------------------------------------------------------------------- | -------------------------------------------------------------------- | -------------------------------------------------------------------- | -------------------------------------------------------------------- | -------------------------------------------------------------------- | -------------------------------------------------------------------- | -------------------------------------------------------------------- | -------------------------------------------------------------------- | -------------------------------------------------------------------- | -------------------------------------------------------------------- | -------------------------------------------------------------------- | -------------------------------------------------------------------- |
| SPD                                                                  | 21                                                                   | ?                                                                    | ?                                                                    | ?                                                                    | 22                                                                   | 21                                                                   | 17                                                                   | 19                                                                   | 15                                                                   | 17                                                                   | 15                                                                   |
| CDU                                                                  | 13                                                                   | ?                                                                    | ?                                                                    | ?                                                                    | 11                                                                   | 12                                                                   | 13                                                                   | 13                                                                   | 10                                                                   | 8                                                                    | 9                                                                    |
| FDP                                                                  | 3                                                                    | ?                                                                    | ?                                                                    | ?                                                                    | 2                                                                    | 2                                                                    | 2                                                                    | 4                                                                    | 4                                                                    | 2                                                                    | 4                                                                    |
| GRÜNE                                                                | —                                                                    | —                                                                    | —                                                                    | ?                                                                    | 4                                                                    | 4                                                                    | 3                                                                    | 5                                                                    | 6                                                                    | 5                                                                    | 11                                                                   |
| BfW1                                                                 | —                                                                    | —                                                                    | —                                                                    | —                                                                    | —                                                                    | —                                                                    | 5                                                                    | 5                                                                    | 2                                                                    | 1                                                                    | 2                                                                    |
| CSR2                                                                 | —                                                                    | —                                                                    | —                                                                    | —                                                                    | —                                                                    | —                                                                    | —                                                                    | —                                                                    | —                                                                    | —                                                                    | 1                                                                    |
| UWW3                                                                 | —                                                                    | —                                                                    | —                                                                    | —                                                                    | —                                                                    | —                                                                    | —                                                                    | —                                                                    | 2                                                                    | 1                                                                    | —                                                                    |
| NPD                                                                  | —                                                                    | —                                                                    | —                                                                    | —                                                                    | —                                                                    | —                                                                    | —                                                                    | —                                                                    | 1                                                                    | —                                                                    | —                                                                    |
| AfD                                                                  | —                                                                    | —                                                                    | —                                                                    | —                                                                    | —                                                                    | —                                                                    | —                                                                    | —                                                                    | —                                                                    | 2                                                                    | —                                                                    |
| Mandatsträger insges.                                                | 37                                                                   | ?                                                                    | ?                                                                    | ?                                                                    | 39                                                                   | 39                                                                   | 40                                                                   | 46                                                                   | 40                                                                   | 36                                                                   | 42                                                                   |

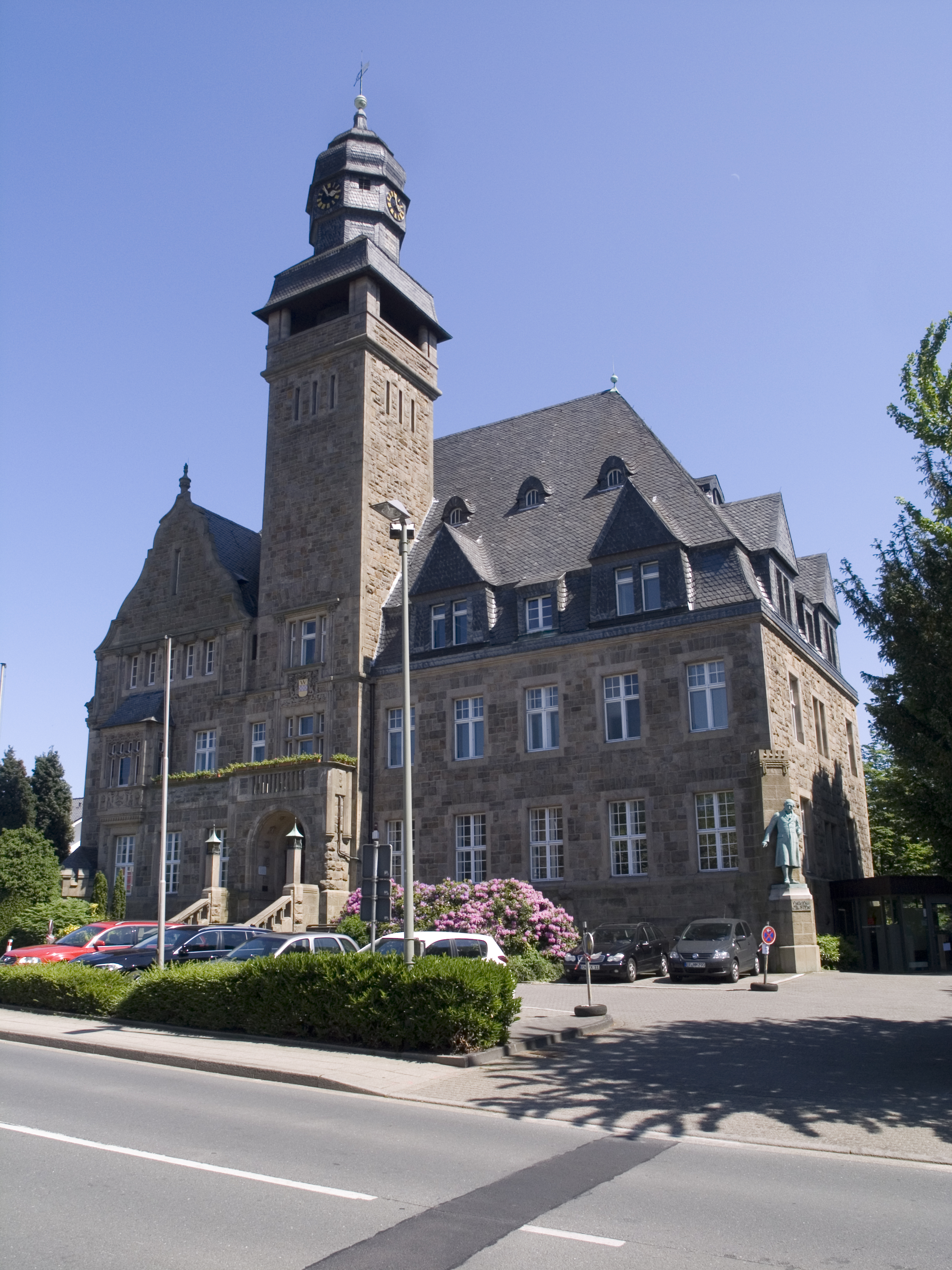
Rathaus Wetter

1BfW: Freie Wählergemeinschaft Bürger für Wetter 2CSR: Christlich-Soziale Reformer 3UWW: Unabhängige Wählergemeinschaft Wetter

### Bürgermeister
Wie in ganz Nordrhein-Westfalen gab es auch in Wetter bis Mitte/Ende der 1990er Jahre eine „kommunale Doppelspitze“ aus Stadtdirektor und Bürgermeister. Dabei war der Stadtdirektor als Hauptverwaltungsbeamter für behördliche Entscheidungen und alle Verwaltungsgeschäfte zuständig. Der Bürgermeister war hingegen ehrenamtlich tätig und hatte vor allem politisch-repräsentative Aufgaben. Er wurde aus der Mitte des Rats bestimmt (von den Ratsmitgliedern gewählt) und übernahm dessen Vorsitz, er wurde also nicht direkt von der Bevölkerung gewählt.
Seit der Gebietsreform 1970 (Eingemeindung von Esborn, Volmarstein und Wengern) waren folgende Personen ehrenamtliche Bürgermeister von Wetter:
- Januar 1970–April 1970: Helmut Barbe (SPD, ehemaliger Amtsbürgermeister Volmarstein; kommissarisch bestellt vom Innenminister)
- April 1970–1975: Wilhelm Weslowski (* 1916, SPD)
- 1975–1995: Ulrich Schmidt (* 1942, SPD)
- 1996–1997: Werner Laberenz (* 1938, SPD)

1994 wurde die Gemeindeordnung für das Land Nordrhein-Westfalen geändert und festgelegt, dass die Doppelspitze bis spätestens 1999 abzuschaffen ist. In Wetter wurde erstmals am 22. Mai 1997 ein hauptamtlicher Bürgermeister (Wahlbeamter) direkt von der Bevölkerung gewählt.
- 1997–2004: Werner Laberenz (SPD)
- 2004–2007: Dieter Seitz (SPD)
- 2007–heute: Frank Hasenberg (* 1964, SPD)

Bei der Bürgermeisterwahl am 11. November 2007 wurde das kurz zuvor am 17. Oktober 2007 in Kraft getretene Kommunalwahlgesetz von NRW angewendet, das eine Amtszeit von sechs Jahren vorsah und keine Stichwahl erforderte. Bei einer Wahlbeteiligung von 43,8 % wurde mit 45,9 % der Stimmen der SPD-Kandidat Frank Hasenberg gewählt. Hasenberg war damit der erste ohne absolute Mehrheit gewählte Bürgermeister in Nordrhein-Westfalen. Bei Bürgermeisterwahl 2013 wurde Hasenberg bei einer Wahlbeteiligung von 70,6 % mit 64,7 % der Stimmen im Amt bestätigt. Die beiden Mitbewerber von CDU und Grünen erreichten 22,6 % bzw. 12,7 % der Stimmen. Bei der Bürgermeisterwahl 2020 traten 6 Kandidaten an. Hasenberg verfehlte mit 46,9 % die absolute Mehrheit. Bei der Stichwahl am 27.09.20 setzte er sich mit 59,7 % gegen die Herausforderin Karen Haltaufderheide von den Grünen durch.

### Wappen, Banner und Flagge
| Wappen der Stadt Wetter (Ruhr) | Blasonierung: „In Gold (Gelb) einen in drei Reihen zu je 6 Feldern von Rot zu Silber (Weiß) geschachteten Balken, darüber ein als Zinnenschnitt stilisiertes schwarzes W, darunter ein rotes Dreiblatt mit schwarzem Butzen.“ |
| Wappen der Stadt Wetter (Ruhr) | Wappenbegründung: Der Stadt ist mit Urkunde des Regierungspräsidenten Arnsberg vom 21. Januar 1971 das Recht zur Führung eines Wappens, einer Flagge (Banner) und eines Dienstsiegels verliehen. Das frühere Wappen der Stadt wurde am 15. August 1911 durch den preußischen König Wilhelm II. verliehen. Es erinnert durch den Schachbalken an die frühere Landeshoheit Grafschaft Mark. Das Dreiblatt ist dem Amtswappen Volmarsteins entnommen. Der zinnenartige Buchstabe ist die Initiale des Ortsnamens und gleichzeitig Anspielung auf die Burgen Wetter und Volmarstein. |

Banner: „Das Banner ist rot-weiß gespalten mit dem Wappen der Stadt oberhalb der Mitte.“
Hissflagge: „Die Flagge ist rot-weiß geteilt mit dem Wappen der Stadt in der Mitte.“
Es werden auch Flaggen und Banner ohne Wappen verwendet.

Banner
Banner ohne Wappen
Hissflagge
Hissflagge ohne Wappen
Wappen der Stadt Wetter (Ruhr) bis 1970
Wappen des ehem. Amtes Volmarstein

### Städtepartnerschaften
Städtepartnerschaften bestehen seit 1990 mit dem thüringischen Stadtilm, seit 1998 mit der polnischen Landgemeinde Turawa und seit 2000 mit der englischen Gemeinde South Elmsall (City of Wakefield).
Die Partnerschaft mit Polen wird vom Stadtteil Wengern gepflegt – dort gibt es ebenfalls ein Wengern.

## Kultur und Sehenswürdigkeiten

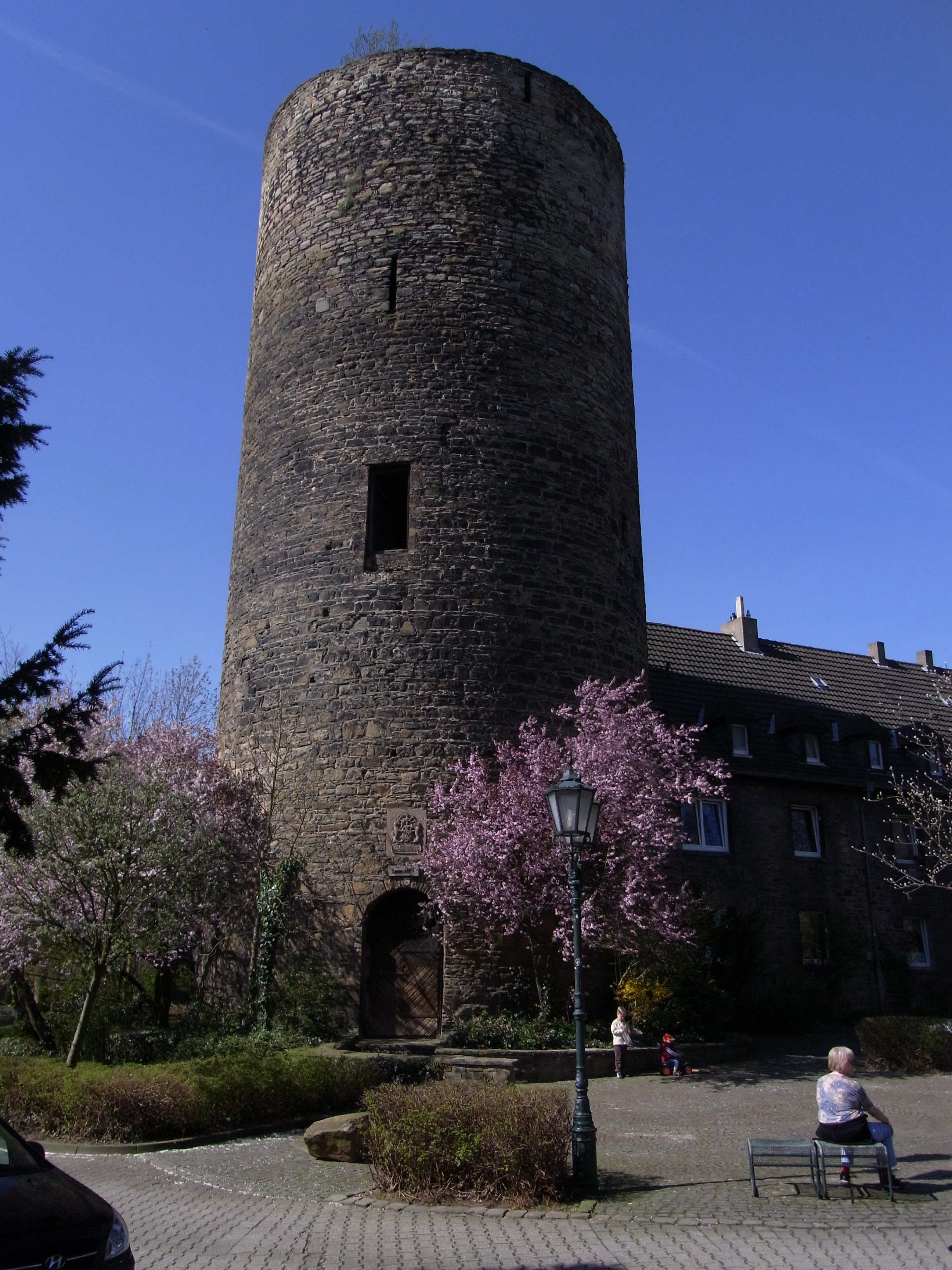
Turm der Burg Wetter

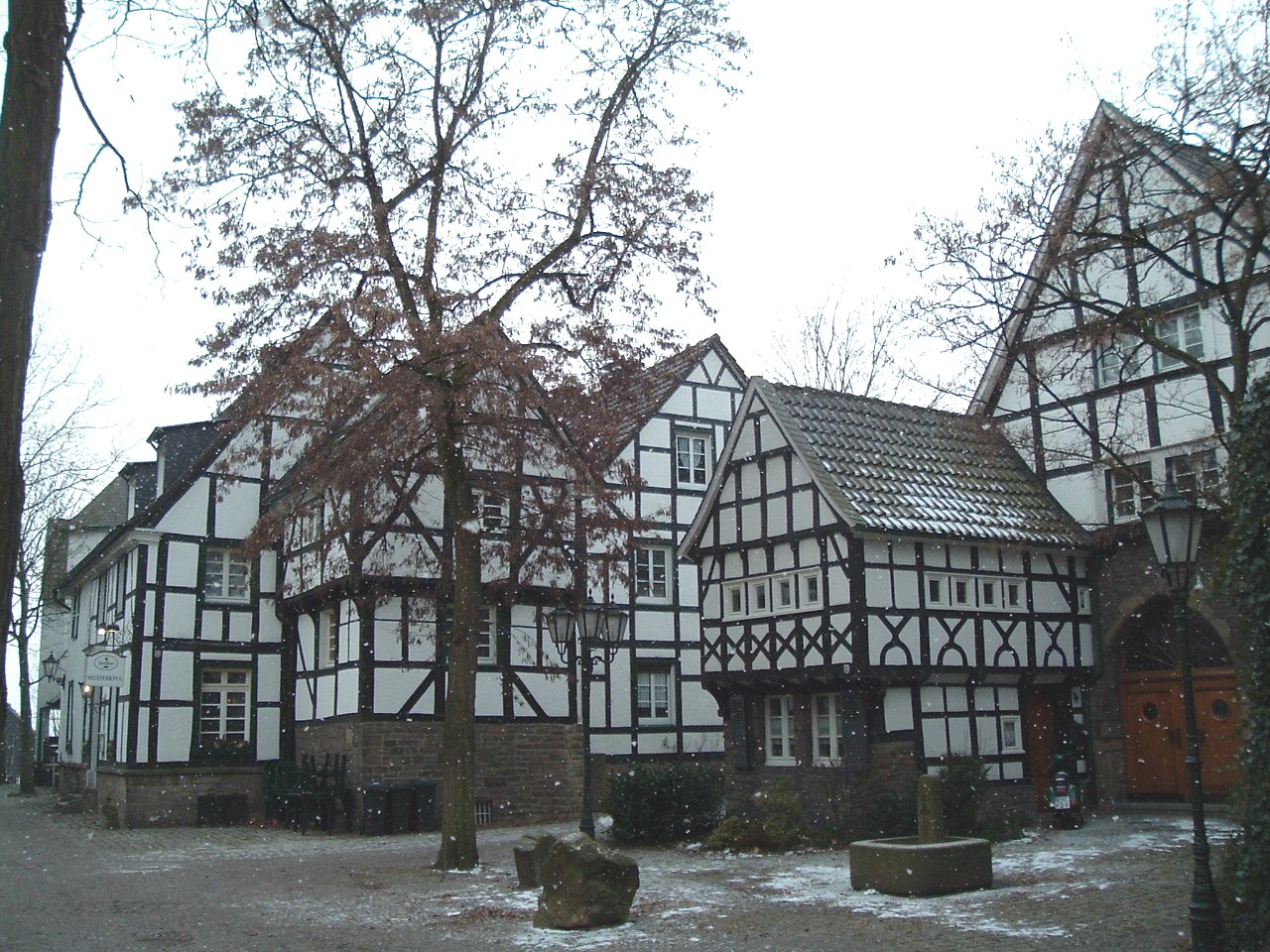
Das Fünf-Giebel-Eck in der Freiheit Alt-Wetter

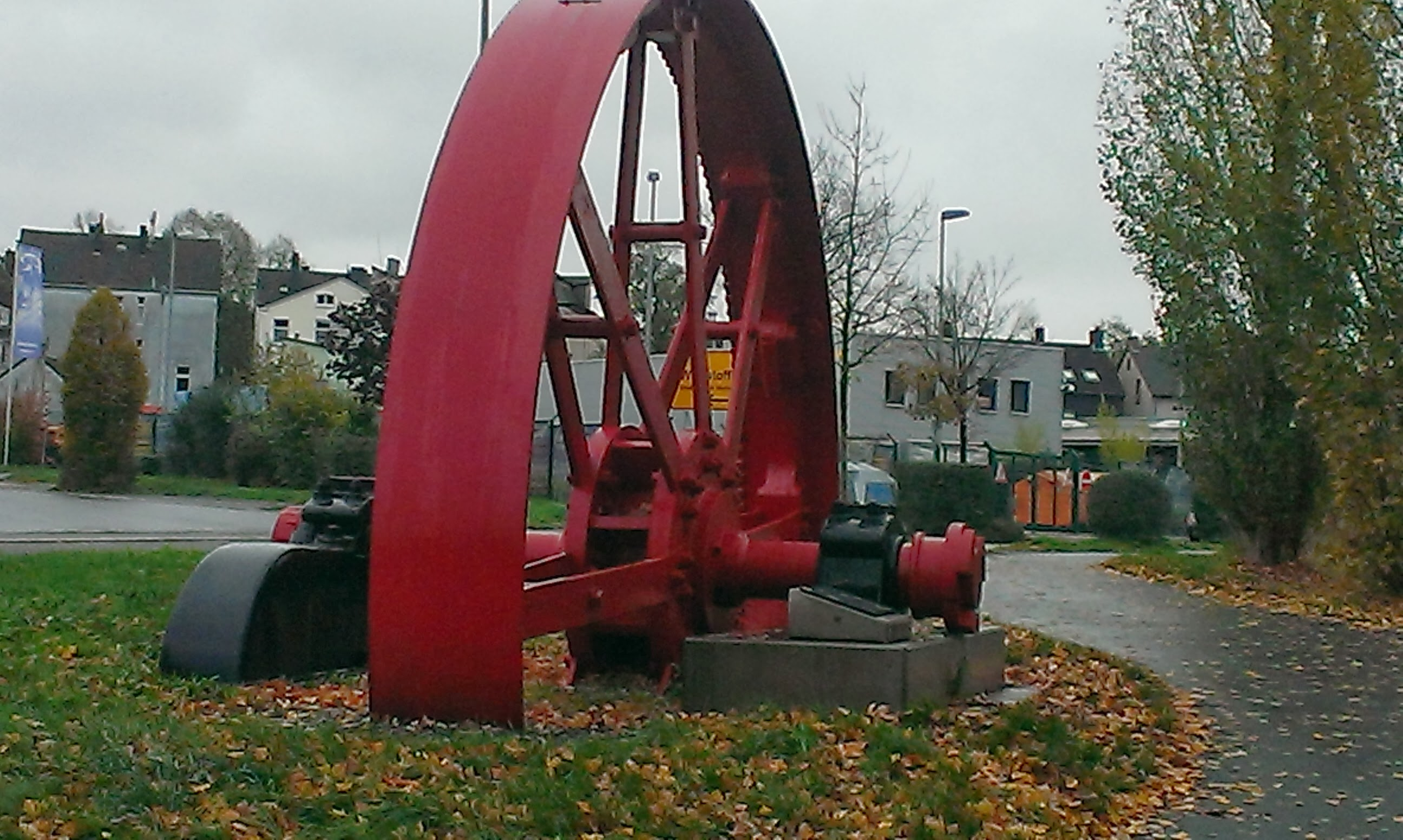
Schwungrad im Schöntal

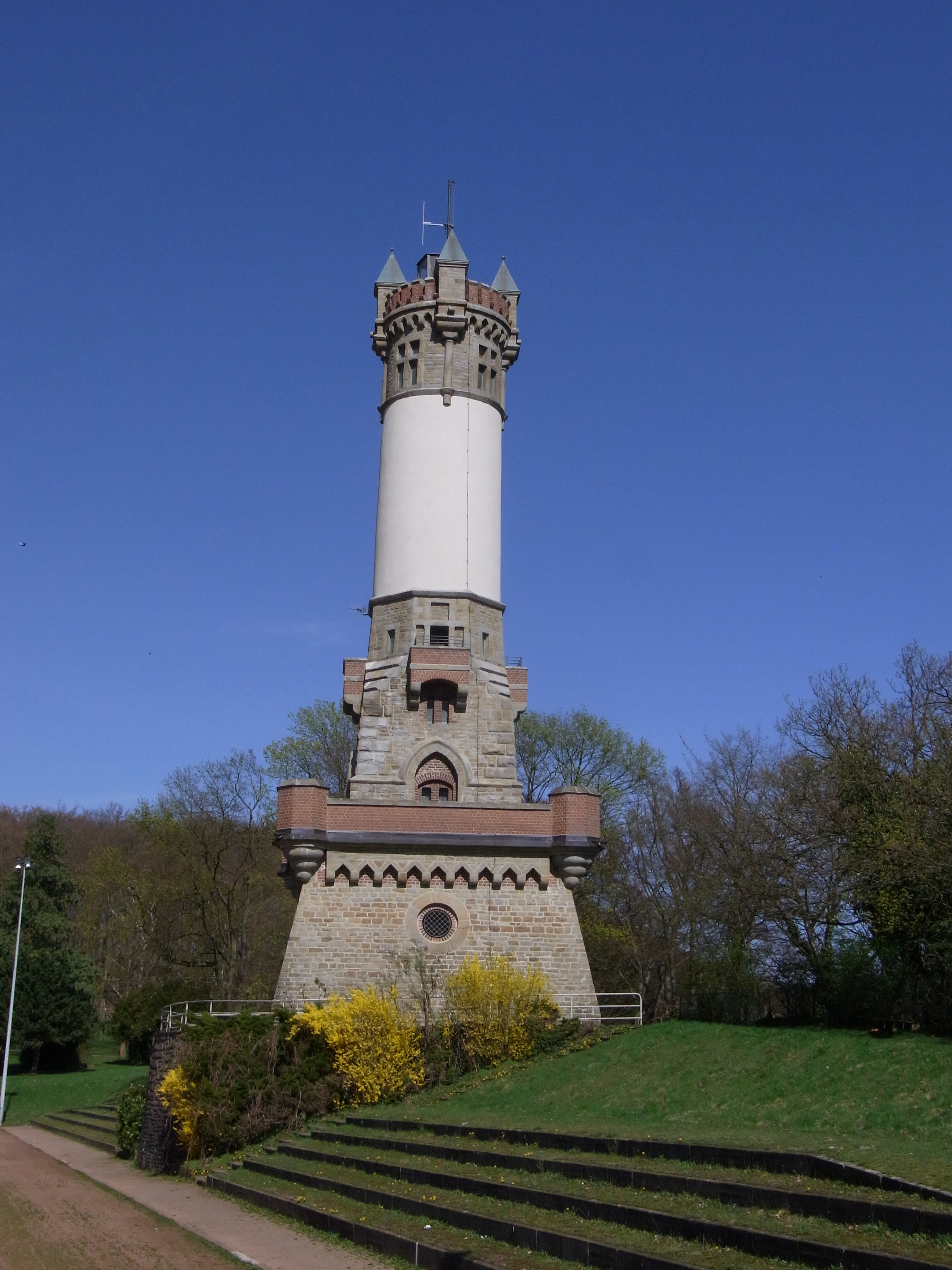
Harkortturm auf dem Harkortberg

### Bauwerke
- Rathaus Wetter: Ein in Alt-Wetter gelegenes altes Rathaus, 1909 fertig gestellt. Es wurde nach Plänen des Regierungsbaumeisters Gustav Werner erbaut und war ein Geschenk Gustav Vorstehers an die Stadt.
- Haus Hove: Ein in Oberwengern gelegenes Anwesen. Hier residierte Heinrich Hoffmann von Fallersleben bei Henriette von Schwachenberg.
- Der Harkortturm wurde 1884 erbaut und ist 35 Meter hoch. Der Turm ist nur zu bestimmten Anlässen oder nach Vereinbarung mit dem Heimatverein Wetter[22] begehbar und bietet einen Blick über den Harkortsee bis ins Sauerland.
- Burg Volmarstein: Eine Burgruine mit Fernsicht über das Ruhrtal. Die Anlage wurde im Jahre 1100 vom Kölner Erzbischof Friedrich I. von Schwarzenburg erbaut.
- Freiheit Wetter: Ein mittelalterlicher Stadtkern mit restaurierten Fachwerkhäusern. Hervorzuheben ist hier das Fünf-Giebel-Eck, ein aus mehreren Häusern bestehendes Ensemble.
- Burg Wetter: Die Burg Wetter ist eine bedeutende Burgruine, sie ist ein Teil der Freiheit Wetter.
- Eisenbahnviadukt über die Elbsche, einen Nebenfluss der Ruhr, in Wengern.
- Leimkasten: Ein mittelalterlicher Bau im alten Dorfkern von Wengern.

### Denkmäler
- Dampfmaschinenschwungrad: Ein Industriedenkmal im Ortsteil Alt-Wetter. Das Dampfmaschinenschwungrad stammt aus dem ehemaligen Stahlwerk Harkort und befand sich an der Schiffsanlegestelle am Harkortsee. Es wurde im Jahr 2009 entfernt und später ins Gewerbegebiet Schöntal versetzt.
- Friedrich-Harkort-Gedenktafel am Harkortsee
- Gedenktafel am Bahnhof Wetter für die Kämpfe im März 1920 zwischen bewaffneten Arbeitern und Truppen des Kapp-Putsches (seit 1987)[23]
- Grab für die im März 1920 gefallenen Freikorpskämpfer auf dem Friedhof Wetter. Später wurden auf demselben Areal Gedenksteine für getötete Arbeiterkämpfer und eine getötete Bürgerin hinzugefügt.
- Ehrenmal: Es befindet sich am Ehrenmalweg in Alt-Wetter. Von dort hat man einen Panoramablick über den Harkortsee.
- Denkmal für die Toten der Kriege 1866 und 1870/71: Dieses Denkmal befindet sich nahe der Burg Volmarstein.
- Denkmal für die Toten des Ersten Weltkriegs (1914–1918) in Volmarstein am Loh
- Denkmal für die Toten von 1939 bis 1945: Dieses Denkmal befindet sich nahe der Burg Volmarstein.
- Freiherr-vom-Stein-Denkmal am Rathaus
- Gedenkstätte für zehn im April 1945 zu Tode gekommene Zwangsarbeiter auf dem Alten Friedhof an der Bornstraße.[8][24]

### Touristische Sehenswürdigkeiten
- Harkortsee: Ausgangspunkt für Wanderungen, Fahrrad- bzw. Inlineskatertouren um die beiden Ruhrstauseen Harkortsee und Hengsteysee.
- Harkortberg: Ausgangspunkt für Wanderungen durch das Ardeygebirge mit Fernsicht auf den Harkortsee. Hier befindet sich auch der Harkortturm, ein weithin sichtbares Erkennungszeichen Wetters.
- Henriette-Davidis-Museum: Leben und Werk der berühmtesten deutschen Kochbuchautorin (Man nehme…).
- Planetenmodell Oberwengern, Zentrum am örtlichen Gymnasium

### Städtische Wanderwege
In und um Wetter stehen einige Wanderwege zur Verfügung:
- „Harkortweg“, nicht zu verwechseln mit dem Wanderweg X17 des Sauerländischen Gebirgsvereins
- „Von-der-Recke-Weg“
- „Davidis-Weg“
- „Drei-Dörfer-Weg“ über den Höstreichberg[27]
  - „Drei-Dörfer-Weg Albringhausen“
  - „Drei-Dörfer-Weg Esborn“
  - „Drei-Dörfer-Weg Voßhöfen“
- „Bergbaurundwege“[28]
  - „Erbstollenweg“[29]
  - „Schlebuscher Weg“
  - „Neuwülfingsburg-Weg“
- „Freiherr-vom-Stein-Weg“

### Lichtburg, Stadtsaal und Bürgerhaus
Die Lichtburg ist ein kleines Kino, das zusätzlich für kulturelle Veranstaltungen, u. a. vom Koffertheater genutzt wird. Verwaltet wird die Lichtburg durch den Verein Unabhängiges Kulturzentrum Lichtburg e. V. Dieser verwaltet auch den etwa 500 Personen fassenden Stadtsaal, der auch für private Veranstaltungen gemietet werden kann. Auch die Elbschehalle, das Bürgerhaus, die Villa Vorsteher, werden für Veranstaltungen und von Vereinen genutzt.

### Regelmäßige Veranstaltungen
Das Seefest wird üblicherweise eine Woche vor oder nach den Sommerferien am Harkortsee gefeiert.

### Religionsgemeinschaften

#### Alt-Wetter
- evangelisch-freikirchliche Gemeinde (Ruhrkirche)
- evangelisch-lutherische Kirche (Lutherkirche)
- evangelisch-reformierte Kirche
- Freie-evangelische-Gemeinde (FeG)
- neuapostolische Gemeinde
- römisch-katholische Kirche (St. Peter und Paul)
- Türkisch Islamische Gemeinde zu Wetter e. V.

#### Volmarstein
- evangelisch-freikirchliche Gemeinde Grundschöttel (EFG)
- evangelisch-freikirchliche Gemeinde Köhlerwaldstraße
- evangelische Kirche Pfarrbezirk Volmarstein
- evangelische Kirche Pfarrbezirk Grundschöttel
- römisch-katholische Kirche Grundschöttel (St. Augustinus und Monika)
- Christliche Versammlung (geschlossene Brüdergemeinde)

#### Wengern
- evangelische Kirche Wengern
- neuapostolische Gemeinde Wengern
- römisch-katholische Kirche Wengern (St. Liborius)

### Sport
In Wetter sind mehrere Breitensport- und sportartspezifische Sportvereine beheimatet. Sportplätze gibt es auf dem Harkortberg in Alt-Wetter, auf dem Böllberg in Esborn, auf dem Brasberg in Wengern und in der Köhlerwaldstraße in Volmarstein. Auf fast allen Plätzen liegt die Hauptnutzung im Bereich Fußball. In Oberwengern (Volmarstein) befindet sich ein Hallenbad, in Alt-Wetter ein Freibad, das 2006 zu einem Natur-Schwimmbad umgebaut wurde.
Auf dem Harkortberg ist einer der größten Kletterparks Nordrhein-Westfalens angesiedelt.
Einige Sportvereine und Sportler aus Wetter waren oder sind auch überregional bekannt. Dies betrifft v. a. die Bereiche Kanupolo, Tanzsport, Tischtennis und Pferdesport. Vom Kanu Club Wetter/Ruhr 1901 e. V. (KC Wetter) wurde das Kanupolo-Damenteam 2008 Deutscher Meister und das Kanupolo-Herrenteam spielt in der Bundesliga. Im Tischtennis gewann die Herrenmannschaft der Turngemeinde Harkort 1861 e. V. (TGH Wetter) in der Saison 1979/80 die Aufstiegsrunde zur 1. Bundesliga, verzichtete aber wegen fehlender Sponsoren auf den Aufstieg; die Mannschaft löste sich auf und der Verein spielte in der Folgesaison in der Bezirksliga. Sportler des 1990 gegründeten Tanzsportzentrum Wetter-Ruhr e. V. (TSZ Wetter), der im ehemaligen „Bürgertreff“ am Schmandbruch residiert, errangen bereits mehrfach Landestitel. Für den Ländlichen Zucht-, Reit- und Fahrverein Volmarstein e. V. (LZRFV Volmarstein) starteten bzw. starten u. a. die Dressurreiterin Pia Laus-Schneider und der Vielseitigkeitsreiter Dirk Schrade, die beide auch auf nationaler und internationaler Ebene erfolgreich waren bzw. sind.

## Infrastruktur und Wirtschaft

### Verkehr

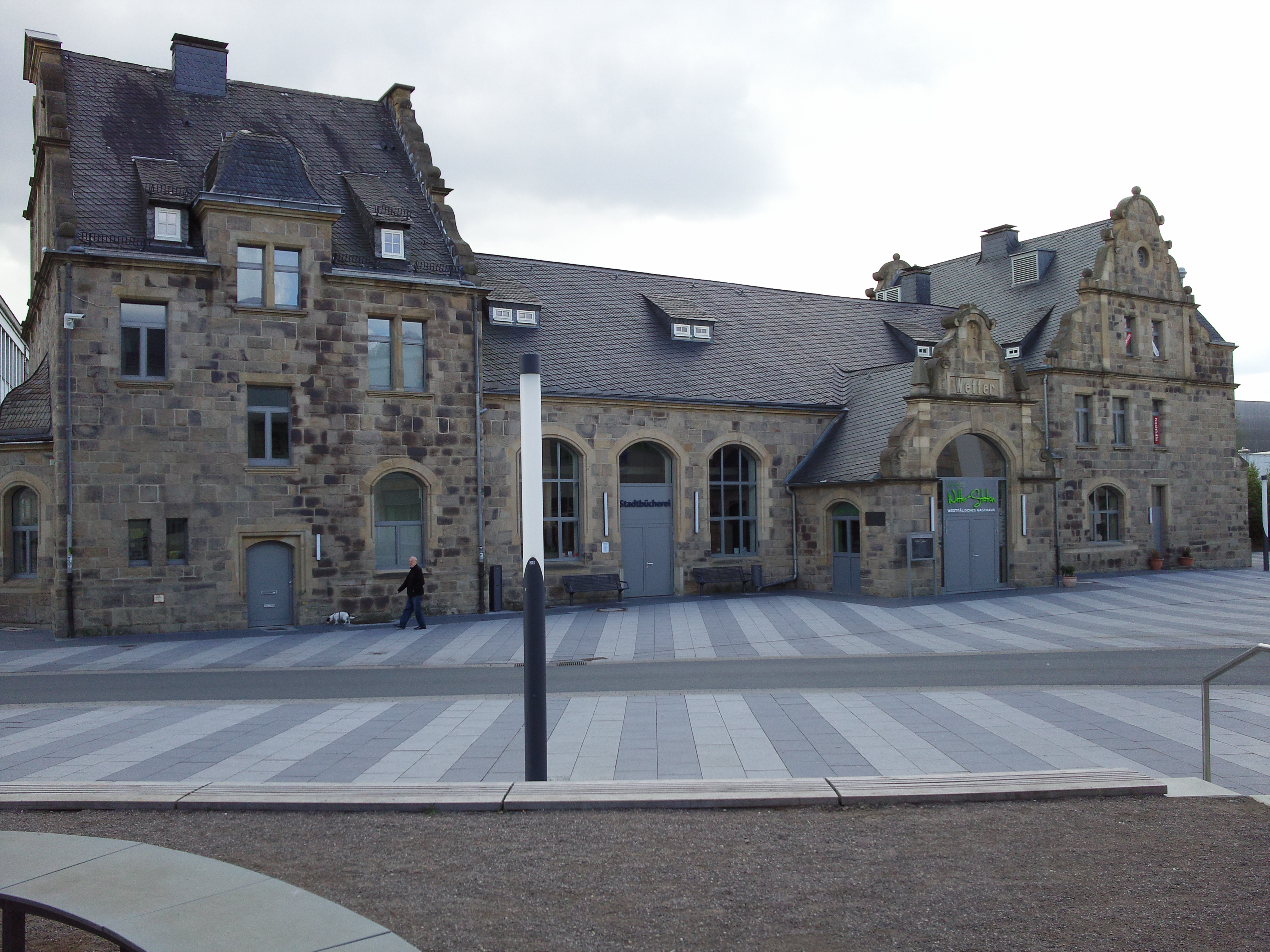
Denkmalgeschütztes und umgenutztes Empfangsgebäude des Bahnhofs Wetter (Ruhr)

Wetter liegt an der Bundesautobahn 1 (Anschlussstelle Volmarstein) und der Bundesstraße 226. Wetter ist Ausgangspunkt der Bundesstraße 234.
Wetter gehört dem Verkehrsverbund Rhein-Ruhr (VRR) an und verfügt über einen Bahnhof sowie einen Busbahnhof. Eisenbahnanschlüsse bestehen über die S 5 nach Dortmund Hauptbahnhof und Hagen sowie einen Regionalbahn- bzw. Regionalexpressanschluss (RB 40, RE 16) über Witten und Bochum nach Essen und in der Gegenrichtung nach Hagen (RB 40) bzw. über Hagen nach Iserlohn (RE16). Der RE 4 verbindet Dortmund mit Aachen Hbf und hat je Richtung einen stündlichen Halt in Wetter. Die nächstgelegenen Fernverkehrsbahnhöfe sind in Hagen, Dortmund und Bochum.

Im Busverkehr gibt es Verbindungen nach Witten und Hagen sowie nach Ennepetal, Gevelsberg, Hattingen, Herdecke und Sprockhövel-Haßlinghausen.

In Wetter existieren zwei Bürgerbus-Vereine (Alt-Wetter und Wengern), die zusammen fünf Linien betreiben.
Der Radfernweg Ruhrtalradweg, von der Ruhrquelle in Winterberg bis zur Mündung in den Rhein bei Duisburg führt entlang der Ruhr durch Wetter.
Eine weitere Ruhrbrücke zwischen Oberwengern (südlich der Ruhr) und der westlichen Stadtgrenze von Alt-Wetter und Herdecke (nördlich der Ruhr) ist seit dem Frühjahr 2011 in Betrieb. Diese soll den Verkehr aus dem Ortskern von Alt-Wetter herausführen. In diesem Zuge wurde die Landesstraße L 675 zwischen Hagen-Vorhalle und Oberwengern, die südlich der Ruhr verlief, zur Bundesstraße 226 heraufgestuft.

### Öffentliche Einrichtungen

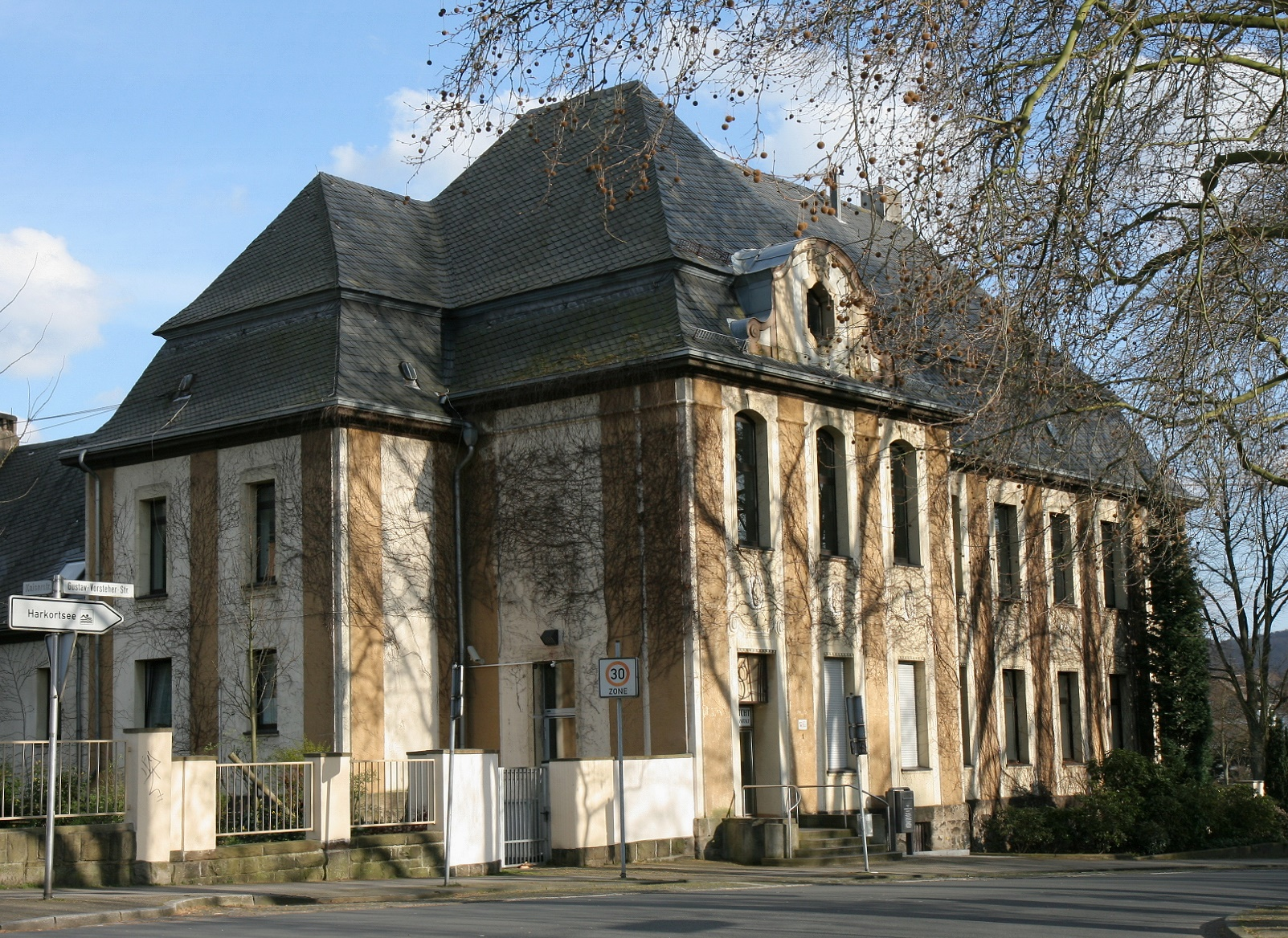
Amtsgericht Wetter (Ruhr)

Als öffentliche Einrichtungen existieren in Wetter diverse gemeindliche Einrichtungen (u. a. Schulen und Stadtbetrieb). Außerdem ist die Stadt Sitz des für Wetter und die Nachbarstadt Herdecke zuständigen Amtsgerichts und einer Jugendarrestanstalt.

### Rettungswesen
Wetter verfügt über eine Freiwillige Feuerwehr. Sie setzt sich aus fünf Löscheinheiten zusammen (Alt-Wetter, Esborn, Grundschöttel, Volmarstein und Wengern), die sich wiederum in drei Löschzüge (Alt-Wetter, Volmarstein-Grundschöttel und Wengern-Esborn) gliedern.
Der Rettungsdienst wird durch die Rettungswache der Stadt Wetter mit angestellten Rettungsassistenten betrieben.
Das Technische Hilfswerk verfügt über einen Ortsverband in Wengern. Ihm unterstellt ist ein technischer Zug mit der Fachgruppe Wassergefahren. In seinem Zuständigkeitsbereich liegen die Städte Wetter und Herdecke.
Für die Sicherheit auf dem Harkortsee sorgt der Ortsverband der Deutschen Lebens-Rettungs-Gesellschaft (DLRG).
Das Stadtkrankenhaus Wetter wurde geschlossen. Die Versorgung wird nun von Krankenhäusern in den angrenzenden Städten Witten, Herdecke und Hagen sichergestellt.

### Bildung
In Wetter gibt es sieben Grundschulen:
- Städtische Gemeinschaftsgrundschule Alt-Wetter („Bergschule“)
- Städtische Gemeinschaftsgrundschule Esborn (Albringhausen)
- Städtische Gemeinschaftsgrundschule Grundschöttel
- Städtische Gemeinschaftsgrundschule Schmandbruch
- Städtische Gemeinschaftsgrundschule Volmarstein
- Städtische Gemeinschaftsgrundschule Wengern („Osterfeldschule“)
- Städtische katholische St.-Rafael-Grundschule Wetter

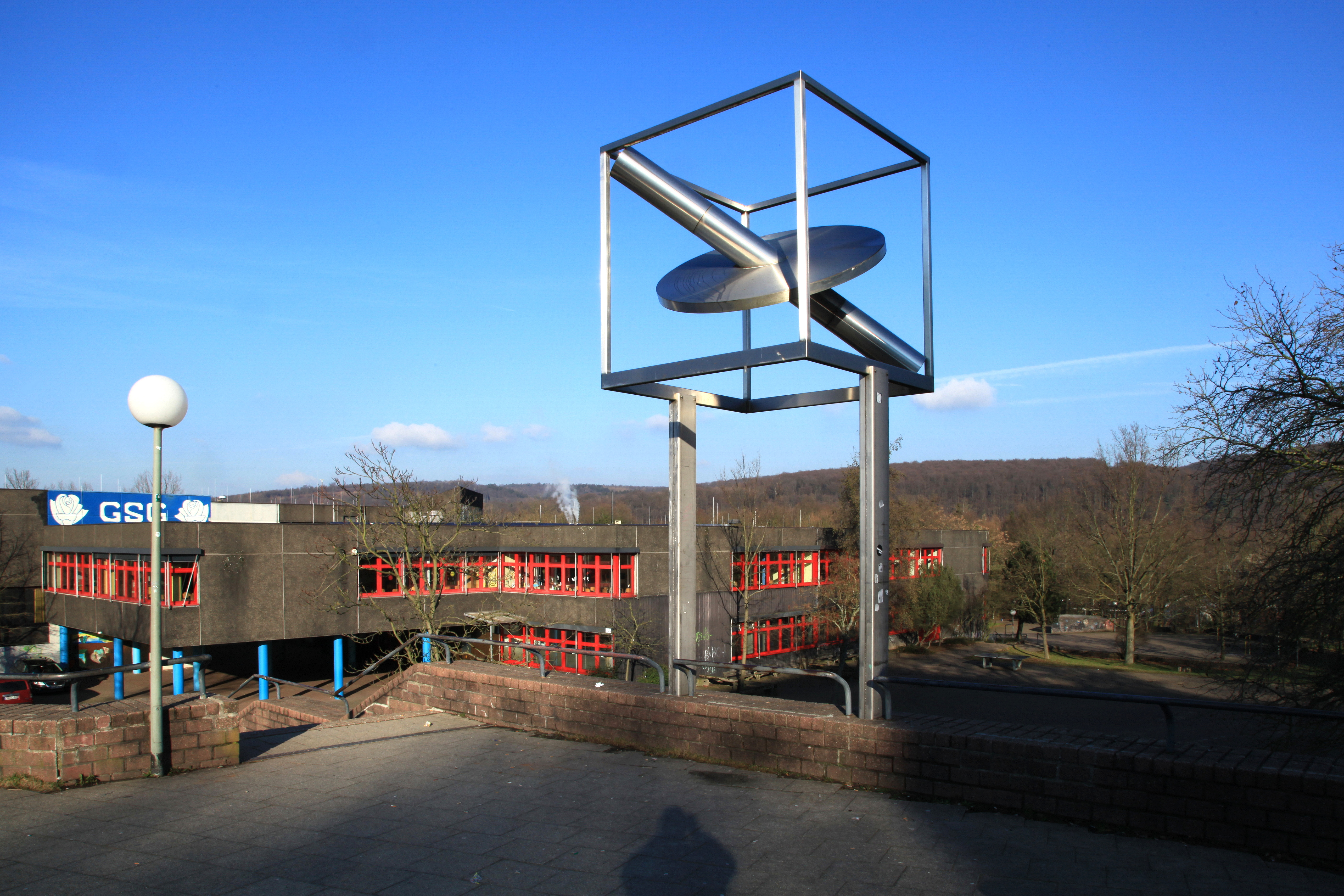
Geschwister-Scholl-Gymnasium in Oberwengern

Wetter hat folgende weiterführende Schulen:
- Städtische Sekundarschule
- Geschwister-Scholl-Gymnasium (Wetter)
- Städtische Sekundarschule „Schule am See“
- Georg-Müller-Gesamtschule (private evangelisch-freikirchliche Bekenntnisschule, nur Sekundarstufe I und Halbtagsunterricht)
- BBW – Berufsbildungswerk (Werner-Richard-Berufskolleg, Berufsschule der ESV)

und die Volkshochschule Witten-Wetter-Herdecke

### Unternehmen

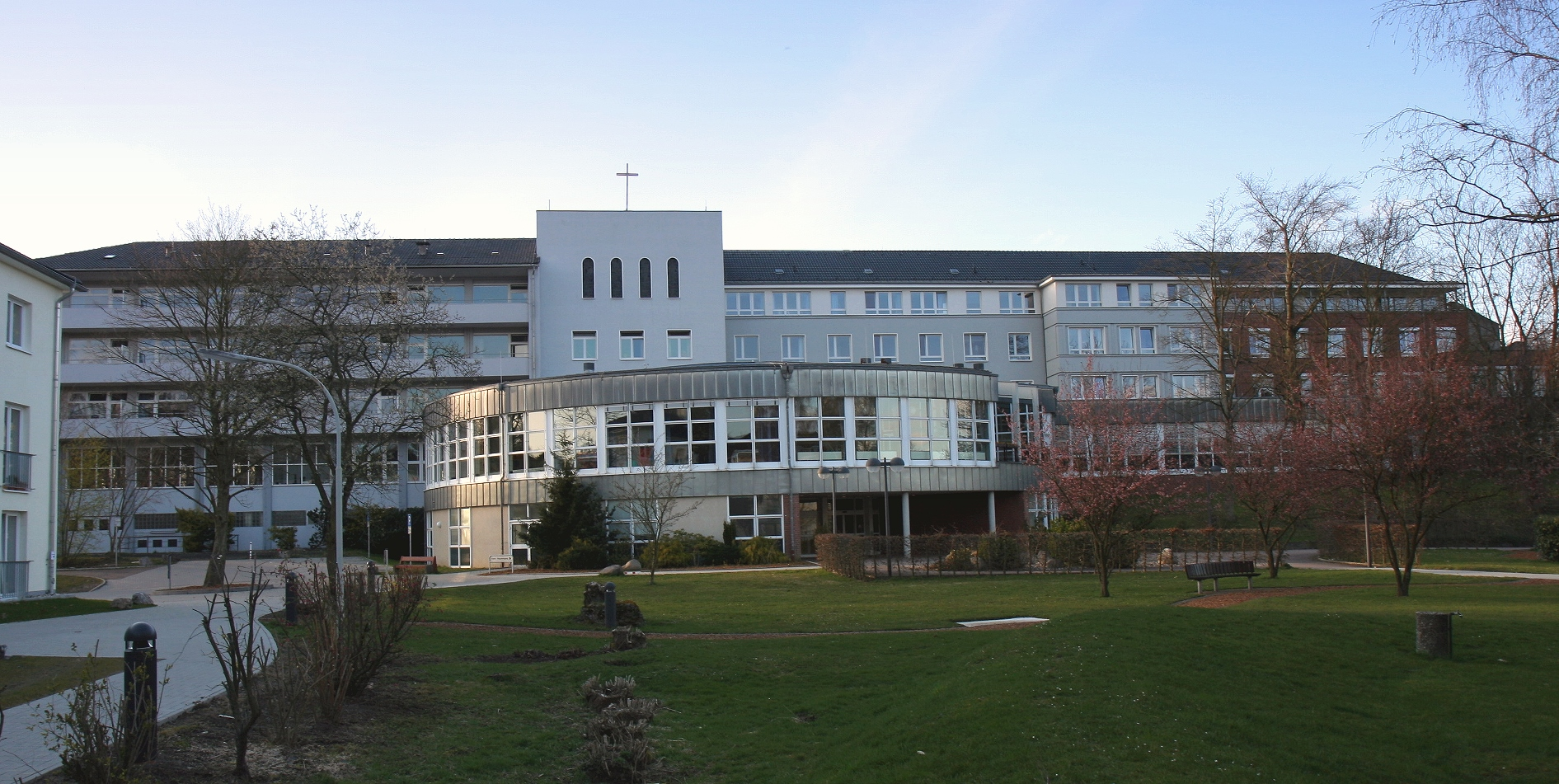
Orthopädische Klinik der ESV in Volmarstein

In der Stadt sind mehrere bekannte Unternehmen ansässig:
- Abus – August Bremicker und Söhne KG
- bitwork GmbH
- Bleistahl GmbH
- BURG F. W. Lüling KG
- Burg-Wächter KG
- Buerstätte GmbH & Co. KG – Stanzteile
- Demag Cranes & Components GmbH
- Earth Music
- Evangelische Stiftung Volmarstein, diakonische Einrichtung der Körperbehindertenhilfe, Altenpflege und Orthopädie
- INTERSTAHL Service GmbH & Co. KG
- König GmbH
- NOBA Verbandmittel
- Pet. Casp. Hch. Fischer GmbH & Co. KG – seit 1792
- QASS GmbH (Hochfrequenz-Analyse)
- RZV Rechenzentrum Volmarstein GmbH
- Sichelschmidt GmbH – Gabelstapler
- SOREL GmbH Mikroelektronik – Temperaturregler
- SSK von Schaewen Wetter GmbH
- WiMa Industrie Automation GmbH
- Taprogge GmbH
- TQ Systems
- W. Humberg GmbH & Co. KG (Spezial-Brennrohre und Sauerstoff-Kernlanzen)
- Wesendrup-AVU-Recycling GmbH & Co. KG (Altpapierrecycling, Akten- und Datenträgervernichtung)
- Zeschky Galvanik GmbH & Co. KG.

## Persönlichkeiten

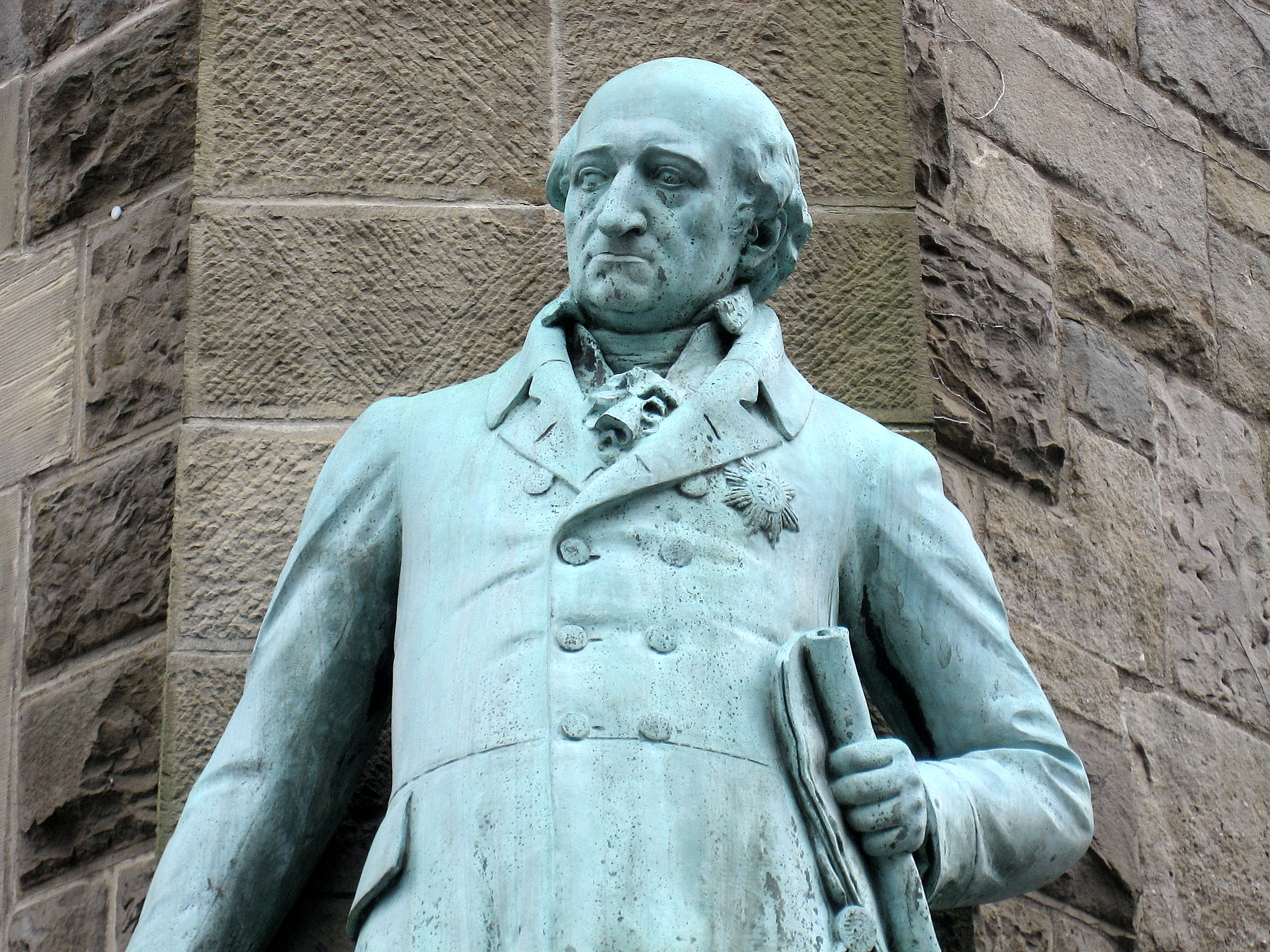
Heinrich Friedrich Karl Reichsfreiherr vom und zum Stein (1757–1831), preußischer Staatsmann und Reformer. Statue am Rathaus in Wetter (Richard Grüttner, 1909).

Zu bekannten gebürtigen und mit der Stadt Wetter verbundene Persönlichkeiten gehören Personen aus Religion, wie beispielsweise Eduard Goecker (1848–1931), Pfarrer und Erbauer der Lutherkirche in Wetter, Personen der Wirtschaft, wie Friedrich Harkort (1793–1880), Unternehmer und Politiker, der in der Frühzeit der industriellen Revolution in Wetter lebte und die Stadt prägte, aber auch Personen aus Kunst und Kultur, sowie Militär, Sport, Wissenschaft und Politik.
Eine vollständige Liste, inklusive Bürgermeister und Ehrenbürger, findet sich im Hauptartikel.